# Table Rock (Nebraska)
Table Rock é uma vila localizada no estado americano de Nebraska, no Condado de Pawnee.

## Demografia
Segundo o censo americano de 2000, a sua população era de 264 habitantes.
Em 2006, foi estimada uma população de 242, um decréscimo de 22 (-8.3%).

## Geografia
De acordo com o United States Census Bureau, a localidade tem uma área de 1,5 km², sem área coberta por água. Table Rock localiza-se a aproximadamente 330 m acima do nível do mar.

## Localidades na vizinhança
O diagrama seguinte representa as localidades num raio de 20 km ao redor de Table Rock.